# Municipio de Defiance
El municipio de Defiance (en inglés, Defiance Township) es un municipio del condado de Defiance, Ohio, Estados Unidos. Tiene una población estimada, a mediados de 2021, de 13 227 habitantes.

## Geografía
Está ubicado en las coordenadas 41°14′49″N 84°23′55″O / 41.24694, -84.39861. Según la Oficina del Censo de los Estados Unidos, tiene una superficie total de 80.3 km², de la cual 77.4 km² corresponden a tierra firme y 2.9 km² son agua.

## Demografía
Según el censo de 2020, en ese momento había 13 216 personas residiendo en la zona. La densidad de población era de 170.7 hab./km². El 82.60% de los habitantes eran blancos, el 2.66% eran afroamericanos, el 0.47% eran amerindios, el 0.32% eran asiáticos, el 0.08% eran isleños del Pacífico, el 5.52% eran de otras razas y el 8.21% eran de una mezcla de razas. Del total de la población, el 16.19% eran hispanos o latinos de cualquier raza.